# Lucas Vera
Lucas Gabriel Vera (* 18. April 1997 in Bernal) ist ein argentinischer Fußballspieler.

## Karriere
Vera begann seine Karriere beim CA Lanús. Im September 2017 gab er gegen die Boca Juniors sein Debüt in der Primera División. Bis zum Ende der Saison 2017/18 absolvierte er vier Partien in der höchsten Spielklasse. Im August 2018 wurde er an den Drittligisten All Boys verliehen. Für All Boys kam er in der Saison 2018/19 zu 33 Einsätzen in der Primera B, in denen er dreimal traf. Zur Saison 2019/20 kehrte der Mittelfeldspieler wieder nach Lanús zurück. In der Saison 2019/20 spielte er 20 Mal im Oberhaus. In der Saison 2020/21 absolvierte er neun Partien.
Nach weiteren fünf Einsätzen zu Beginn der Saison 2021 wurde Vera im Juli 2021 innerhalb der Liga an den Club Atlético Huracán verliehen. Für Huracán spielte er bis Saisonende 21 Mal. Zu Beginn der Saison 2022 kam er sechsmal zum Einsatz, ehe die Leihe im Juli 2022 vorzeitig beendet und Vera nach Russland zum FK Orenburg wechselte. Für Orenburg lief er insgesamt 55 Mal in der Premjer-Liga auf.
Zur Saison 2024/25 wechselte Vera zum Ligakonkurrenten FK Chimki.

## Persönliches
Sein Bruder Matías (* 1998) ist ebenfalls Fußballspieler.